# Edmund Jacoby
Edmund Jacoby (* 1948) ist ein deutscher Verleger, Übersetzer und als Erzähler Autor mehrerer Bücher.

## Leben
Nach einem Studium der Philosophie und der Geschichte in Tübingen, Paris und Frankfurt am Main promovierte er bei Iring Fetscher zum Thema „Wissen und Reichtum. Zum Verhältnis universaler und partikularer Vergesellschaftung“. Er war zunächst als Lehrbeauftragter an der Frankfurter Universität tätig, wechselte dann in eine Position als Verlagslektor und wurde schließlich Verlagsleiter des Gerstenberg Verlags.
In dem von ihm von 1996 bis August 2007 geleiteten Verlag sind zahlreiche eigene Bücher erschienen. Sein besonderes Interesse  lag auf Buchproduktionen in den Feldern Philosophie und Mythologie. Dazu gehörte der Bestseller „50 Klassiker Philosophen“.
Gemeinsam mit Nicola Stuart gründete er im Frühjahr 2008 das in Berlin-Prenzlauer Berg ansässige Verlagshaus Jacoby & Stuart. Gemeinsam mit dem französischen Verlagshaus „La Martinière“ als Minderheitsgesellschafter will Jacoby an Schwerpunkte seines vorherigen Verlagsprogramms anknüpfen.
Jacoby ist tätig als Übersetzer aus dem Englischen und Französischen und Herausgeber vieler Anthologien sowie Nacherzähler zahlreicher Mythen und Sagen. Er ist verheiratet und lebt in Berlin.

## Werke
- Dunkel war's der Mond schien helle. Illustrationen Rotraut Susanne Berner, 151 S.
- Lexikon linker Leitfiguren. Hrsg., Büchergilde Gutenberg 1988, 422 S. ISBN 3 7632 3028 9
- Das Hausbuch der Märchen. Bilder Renate Seelig, 256 S.
- Das Hausbuch der Narren und Schelme. Illustrationen Axel Scheffler, 207 S.
- 50 Klassiker Philosophen (zusammen mit Ulrike Braun), 312 S.
- 50 Klassiker Mythen und Sagen des Nordens, 279 S.
- Sagen des Altertums. Das Hausbuch der griechischen Sagen. Illustrationen Kat Menschik, 192 S.
- Wer war König Artus? Illustrationen Stefanie Roth, 87 S.
- Die Abenteuer des Ritters Gawain. Illustrationen Daniela Kirchlechner, 32 S.
- Kurze Geschichte Europas, 271 S.
- Das visuelle Lexikon der Weltreligionen, Gerstenberg 2004. 438 S. ISBN 978-3806745917